# Dunafalva
Dunafalva (Topolovac en croate) est un village et une commune du comitat de Bács-Kiskun en Hongrie. Sa population s'élève à 876 habitants au 1er janvier 2009.

## Étymologie
Le village tire son nom du fleuve Danube, Duna en hongrois, qui borde la commune à l'ouest.